# 长安镇 (泸州市)
长安镇，原为长安乡，是中华人民共和国四川省泸州市龙马潭区曾经下辖的一个镇。2019年12月，撤销长安镇，将其所属行政区域划归特兴街道管辖。

## 行政区划
长安镇撤销前下辖以下地区：
张嘴社区、长春村、石榴村、幸福村和慈竹村。